# Haylie Duff
Haylie Katherine Duff (Houston, Texas; 19 de febrero de 1985) es una actriz y cantante estadounidense. Es la hermana mayor de la actriz y cantante Hilary Duff.

## Biografía
Haylie es la primogénita de la productora cinematográfica Susan Duff y de Robert "Bob" Duff, director de una cadena de supermercados. Haylie se hizo famosa apareciendo en producciones teatrales a nivel local, participó con su hermana en la obra teatral de ballet titulada The Nutcracker Suite y, siendo aún una niña, se mudó a Los Ángeles con su madre y su hermana después del divorcio de sus padres, lo que la misma Haylie (junto a su hermana Hilary) describe como "un ladrillazo en la cara". Poco a poco fue consiguiendo papeles pequeños como extra en películas de televisión. Su hermana menor, Hilary, tenía la misma vocación y también hizo sus primeras incursiones en el mundo de la actuación. Así, Haylie fue consiguiendo papeles secundarios en series como Third Watch, Chicago Hope, Boston Public, Lizzie McGuire, Es tan Raven, y Joan de Arcadia. Poco a poco fue evolucionando y se dio a conocer en su carrera actoral en el cine, la televisión y en producciones teatrales, como Napoleon Dynamite, Material Girls, Hairspray o El séptimo cielo, entre otros.
Desde 2004, Haylie se ha venido interesando también por el campo de la música, ha compuesto varios de los temas de los álbumes de su hermana Hilary y ha prestado su voz para diversas bandas sonoras y canciones incluidas en recopilaciones. Se especuló que Haylie lanzaría su primer álbum como solista en el 2008 y que supuestamente se llamaría Walk the Walk, pero después la propia Duff negó dicha información.
Guarda mucho parecido con su hermana y ha participado junto con ella en algunas películas.

### Molestias

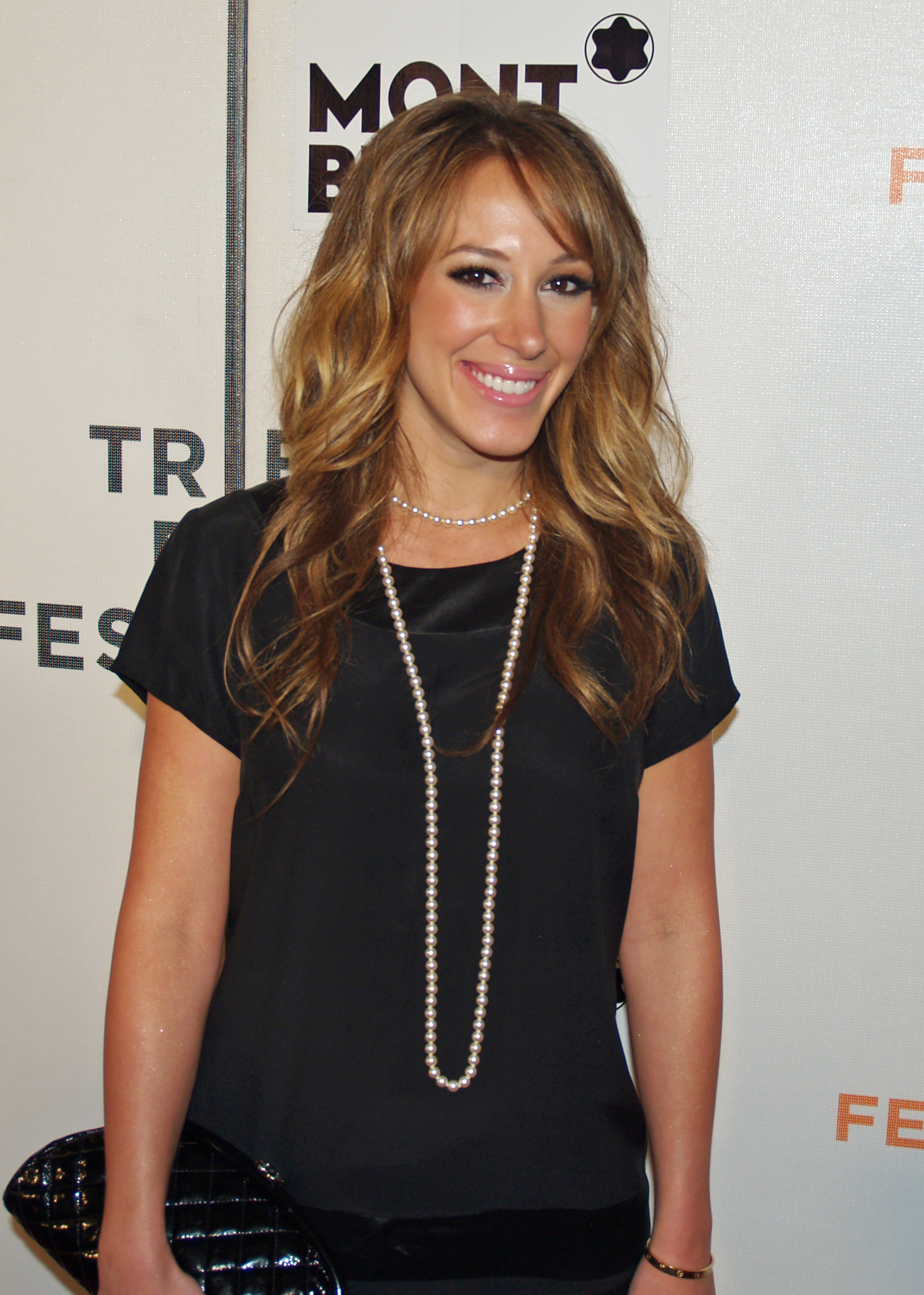
Haylie en la Prémiere de War, Inc.

Haylie Duff se molestó mucho por los comentarios que aparecían en su página web y en la de su hermana, así como en revistas adolescentes, en los que se afirmaba que estaba aprovechándose de la fama de su hermana menor, Hilary Duff, para conseguir éxito.

## Apariciones en prensa e imagen pública
Haylie apareció en la portada de la revista Maxim el mes de enero de 2006 y figura en la Galería de Chicas de esta. Junto con su hermana Hilary apareció y se clasificó en el segundo puesto de "Las Hermanas Favoritas", una encuesta organizada por E! Online.

## Filmografía

### Películas
| Año  | Título                   | Personaje                  |
| ---- | ------------------------ | -------------------------- |
| 1997 | Hope                     | Martha Jean Pruitt         |
| 1998 | Addams Family Reunion    | Gina Addams                |
| 2000 | Dreams in the Attic      | Jessica                    |
| 2001 | The Newman Shower        | Jane (cortometraje)        |
| 2003 | The Lizzie McGuire Movie | Isabella Parigi (voz)      |
| 2003 | I Love Your Work         | La novia de Frat Brat      |
| 2004 | En busca de Santa        | Princesa Lucinda (voz)     |
| 2004 | Napoleon Dynamite        | Summer Wheatley            |
| 2006 | Dishdogz                 | Cassidy                    |
| 2006 | Material Girls           | Ava Marchetta              |
| 2007 | My Sexiest Year          | Debbie                     |
| 2007 | Nightmare                | Molly Duggan               |
| 2008 | Backwoods                | Lee                        |
| 2008 | Legacy                   | Lana Stephens              |
| 2009 | Love Finds a Home        | Annie Nelson               |
| 2009 | My Nanny's Secret        | Claudia                    |
| 2009 | La isla del miedo        | Jenna                      |
| 2010 | Tug                      | Kim                        |
| 2011 | Betrayed at 17           | Estudiante (no acreditada) |
| 2011 | Compromiso en vacaciones | Trisha Burns               |
| 2011 | Video Girl               | Khloe                      |
| 2012 | Home Invasion            | Jade/Megan                 |
| 2012 | Foodfight!               | Sweet Cakes (Voz)          |
| 2012 | Golden Winter            | Rory (Voz)                 |
| 2012 | The Lost Episode         | Megan                      |
| 2012 | All About Christmas Eve  | Eve/Evelyn Wright          |
| 2013 | Slightly Single in L.A.  | Jill                       |
| 2013 | Taken by Grace           | Carrie Everett             |
| 2013 | Un cuento de Navidad     | Belle                      |
| 2013 | Hats Off to Christmas!   | Mia                        |
| 2014 | The Wedding Pact         | Elizabeth Carter           |
| 2014 | Sweet Surrender          | Chelsea                    |
| 2014 | Muffin Top: A Love Story | Jessica                    |
| 2014 | A Belle for Christmas    | Kate Rivers                |
| 2014 | Naughty & Nice           | Dra. Sandra Love           |
| 2014 | Til Death Do Us Part     | Sarah                      |
| 2014 | The Costume Shop         | Jessica                    |
| 2015 | Desecrated               | Allie McClean              |
| 2015 | Badge of Honor           | Brittany Gallo             |
| 2015 | His Secret Family        | Sarah                      |
| 2017 | The Sandman              | Claire Blake               |

### Series de televisión
| Año         | Título                             | Personaje            | Notas        |
| ----------- | ---------------------------------- | -------------------- | ------------ |
| 1997        | True Women                         | Extra                | Miniserie    |
| 1999        | El show de Amanda                  | Chica del público    | 1 episodio   |
| 2000        | Chicago Hope                       | Jenny                | 1 episodio   |
| 2001        | Boston Public                      | Sylvia               | 2 episodios  |
| 2002 - 2003 | Lizzie McGuire                     | Amy                  | 3 episodios  |
| 2003        | Turno de guardia                   | Joven Faith Mitchell | 1 episodio   |
| 2004        | American Dreams                    | Shangri              | 1 episodio   |
| 2004        | Raven                              | Katina               | 1 episodio   |
| 2004        | One on One                         | Mandy                | 1 episodio   |
| 2005        | La familia salvaje                 | Jessica              | 1 episodio   |
| 2005        | Joan de Arcadia                    | Stevie Marx          | 3 episodios  |
| 2005 - 2007 | 7th Heaven                         | Sandy Jameson        | 32 episodios |
| 2012        | Blackout                           | Suzanne Danfield     | 3 episodios  |
| 2012        | La vida secreta de una adolescente | Abogada defensora    | 1 episodio   |
| 2012        | Napoleon Dynamite                  | Summer               | 4 episodios  |
| 2014-2015   | Cocinando con Haylie Duff          | Ella misma           | 24 episodios |

## Teatro
Broadway
- 2006: Hairspray.
- 2010: Love, Loss and What I Wore.

## Discografía

### Álbumes de estudio
- Masmia
- Walk the Walk

### Bandas sonoras
- 2003: «Girl In The Band» — The Lizzie McGuire Movie soundtrack
- 2004: «Sweetest Pain» — Raising Helen soundtrack
- 2004: «A Whatever Life» — Stuck In The Suburbs soundtrack
- 2004: «One In This World» — A Cinderella Story soundtrack
- 2004: «Our Lips Are Sealed» (con Hilary Duff) —  A Cinderella Story soundtrack
- 2005: «Babysitting Is A Bum Deal» (con Stewie Griffin) — Family Guy: Live in Vegas soundtrack
- 2006: «Material Girl» (con Hilary Duff) — Material Girls soundtrack

### Otras canciones
- «Same Old Christmas» (con Hilary Duff)
- «The Siamese Cat Song» (con Hilary Duff)